# Burneside Paper Mills Tramway
| Burneside Paper Mills Tramway                                                                           | Burneside Paper Mills Tramway |
| --- | ----------------------------- |
| Hauptpforte von James Cropper Burneside Mills. Die Tramgleise sind auf der linken Brücke noch sichtbar. |                               |
| Trambahngleise in Burneside                                                                             |                               |
| Streckenlänge:                                                                                          | 2,4 km                        |
| Spurweite:                                                                                              | 1067 mm ab 1924: 1435 mm      |
| |                               |

Die Burneside Paper Mills Tramway war von 1880 bis 1974 eine 2,4 km lange Werksbahn der James Cropper Papierfabrik bei Burneside in der englischen Grafschaft Cumbria mit einer Spurweite von anfangs 3 Fuß 6 Zoll (1.067 mm) und später 4 Fuß 8½ Zoll (1.435 mm).

## Geschichte
Die Burneside Paper Mills Tramway wurde 1879/80 als Schmalspurbahn gebaut, um die James Cropper Papierfabriken in Burneside und Cowan Head miteinander zu verbinden. Die Güterloren wurden von Pferden gezogen. 
Die Gleise wurden 1924 auf Normalspur umgespurt. Im selben Jahr wurde von der Motor Rail and Tram Car Company in Bedford eine 0-4-0 Dorman Petrol Lokomotive mit dem Namen Rachel geliefert, die verwendet wurde, Wagen zwischen der Fabrik und dem Bahnhof von Burneside zu verschieben. 1951 wurde Rachel durch eine Rushton-Diesellokomotive mit dem Namen Flying Flea (fliegender Floh) ersetzt.
Die Strecke nach Cowan Head wurde 1965 außer Betrieb genommen, der Streckenabschnitt von Burneside Mill zum Bahnhof von Burneside blieb bis 1974 weiterhin in Betrieb.
Rachel wird heute noch bei der Lakeside and Haverthwaite Railway erhalten. Die Rushton-Lok war in Carnforth, bevor sie zu Sir William McAlpines Fawley Hill Railway gebracht wurde.